# St. Benedikt (Schochwitz)
Die Kirche St. Benedikt ist eine denkmalgeschützte Kirche des Ortes Schochwitz in der Gemeinde Salzatal in Sachsen-Anhalt. Sie gehört zum Pfarrbereich Schochwitz im Kirchenkreis Halle-Saalkreis der Evangelischen Kirche in Mitteldeutschland.

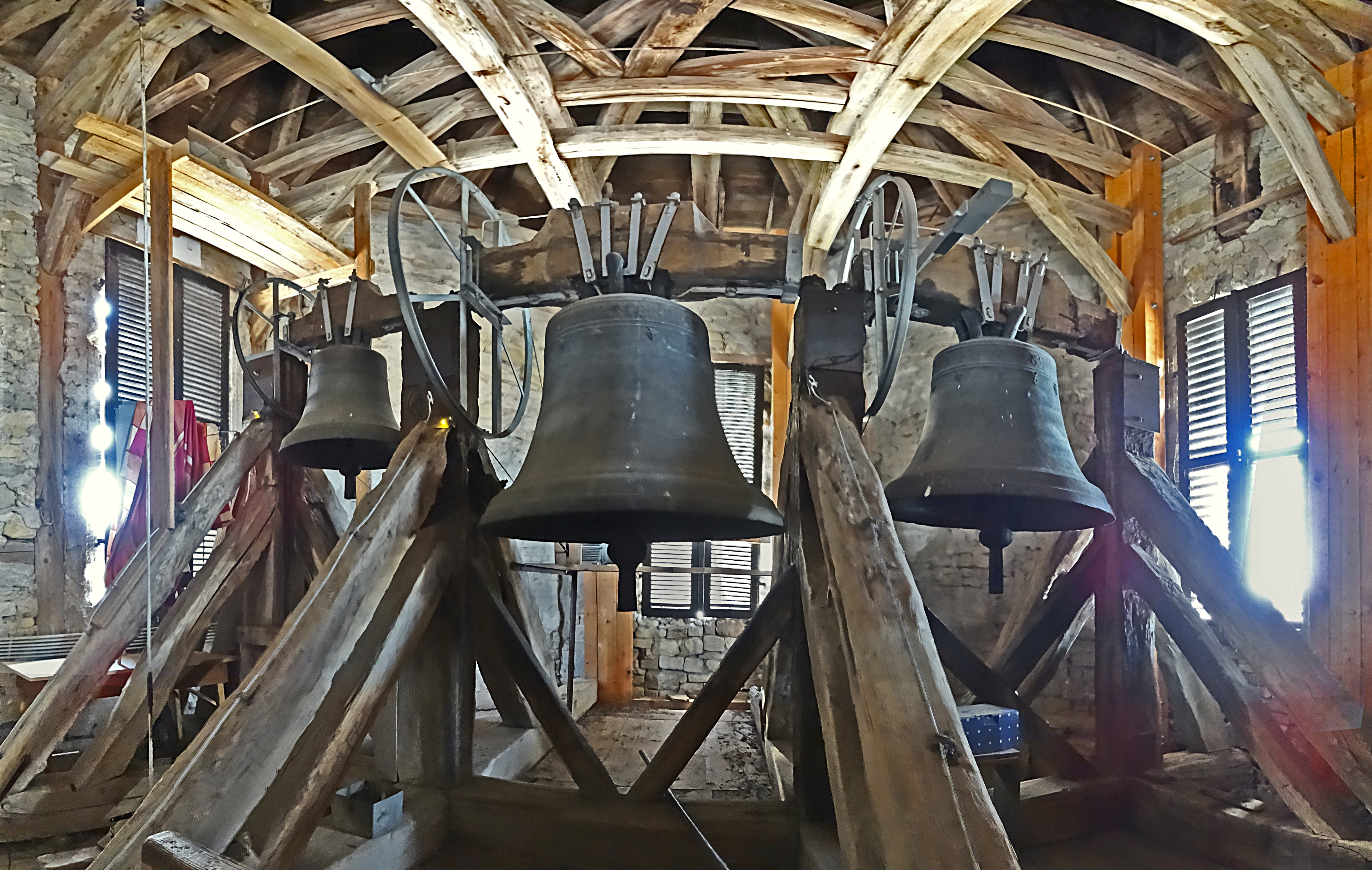
Glockenstuhl von 1748

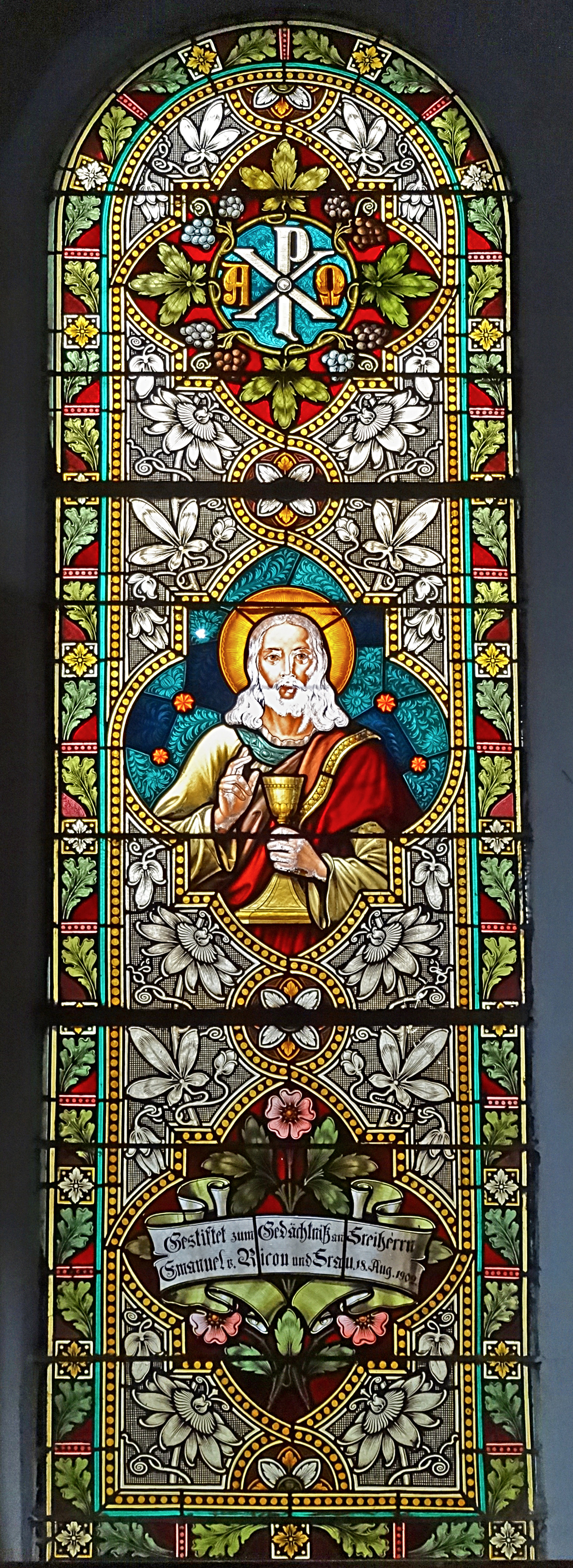
Christusdarstellung im Fenster an der Nordseite

## Geschichte
Als Gründungsjahr kann das Jahr 1256 angenommen werden, denn bei Renovierungsarbeiten 1826 fand man den Grundstein mit jener Jahreszahl. Das Patrozinium des Benedikt von Nursia ist für diese Gegend ungewöhnlich und seine Herkunft ist nicht ausreichend geklärt.
Anfangs bestand nur der Turm als Wehrturm. Das Kirchenschiff wurde kurz darauf zunächst romanisch errichtet. Ein gotischer Chor wurde später ergänzt.
Eine Patronatsloge befindet sich an der Südseite des Kirchenschiffes. Die Fenster im Mittelschiff wurden im frühen 19. Jahrhundert vergrößert. Im Inneren findet sich eine Farbgebung aus den 1960er Jahren. Am Turm wurde zuletzt 2010 eine umfangreiche Sicherung durchgeführt.

## Ausstattung
Zu der schlichten Ausstattung der Kirche gehört neben einem Kanzelaltar von 1811 eine Taufe aus Sandstein aus dem Jahr 1579. Ein Tabernakel kündet von der Zeit vor der Reformation. Über ihm befindet sich ein Epitaph für Friedrich von Trotha († 1565).
Eine zweigeschossige Hufeisenempore umschließt das Kirchenschiff. Die Holzdecke ist tonnenartig geformt. Im Chor sowie in der Patronatsloge gibt es stark verzierte Buntglasfenster.

## Orgel
Die Orgel wurde 1927 durch die Firma Furtwängler und Hammer errichtet und ist derzeit (Stand 2021) unspielbar. Sie ist das 1026. Werk der Firma und besitzt 15 Register auf zwei Manualen und Pedal bei pneumatischen Trakturen, das Pfeifenwerk ist auf die Empore ausgelagert.

## Glocken

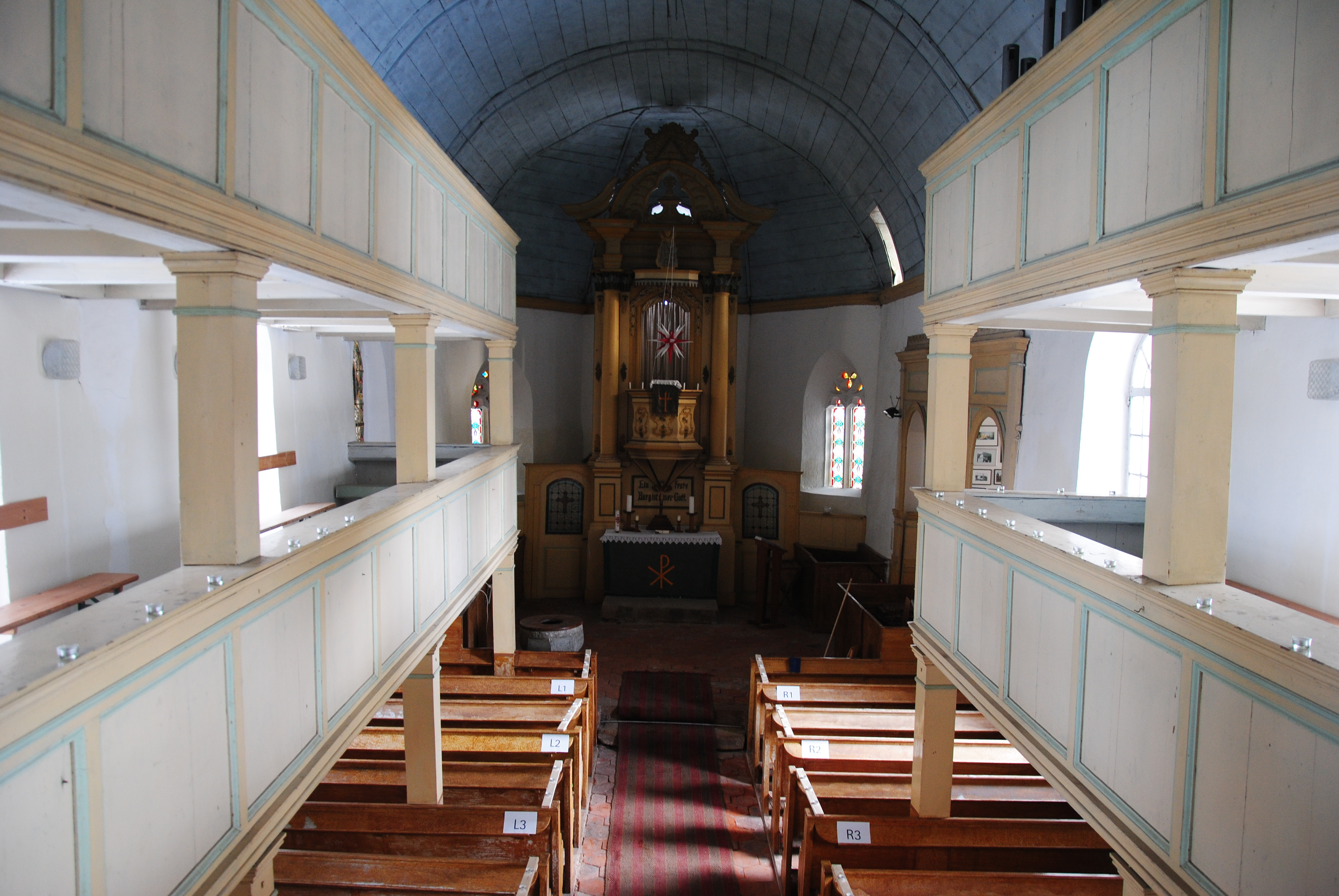
Blick ins Innere

Im Turm befinden sich neben der mechanischen Uhr von der Firma Weule drei Glocken. Zwei der Glocken entstammen der Werkstatt des „Halleschen Gießers“, sie wurden 1503 bzw. 1522 gegossen. Die kleinste Glocke wurde 1996 von der Glockengießerei Lauchhammer gegossen. Sie ergänzt die Disposition zu es′-f′-b′. Alle Glocken hängen an geraden Jochen samt elektrischen Läutemaschinen.